# Henry Howard (6e comte de Suffolk)
Pour les articles homonymes, voir Henry Howard et Howard.
Henry Howard, 6e comte de Suffolk, 1er comte de Bindon (1670 - 19 septembre 1718) est un noble anglais, appelé Lord Walden de 1691 à 1706.

## Biographie
Il est né à Londres, fils d'Henry Howard (5e comte de Suffolk). Il est admis au Magdalene College, Cambridge en 1685. Il est élu député d'Arundel en janvier 1694, mais John Cooke le démet de ses fonctions en février. Il est de nouveau élu pour Arundel en 1695 et occupe ce siège jusqu'en 1698. De 1697 à 1707, il est commissaire général des Musters. En 1705, il est élu à Essex, mais quitte la Chambre des communes lorsqu'il est nommé comte de Bindon en 1706. Il est le comte-maréchal adjoint en Angleterre en 1706-1718. En 1708, il est nommé au Conseil privé.
En 1709, il succède à son père comme comte de Suffolk. En 1715, il est nommé lord-lieutenant de l'Essex et Premier Lord of Trade, postes qu'il occupe jusqu'à sa mort en 1718.
Howard épouse sa première femme, Auberie Anne Penelope O'Brien, fille de Henry O'Brien (7e comte de Thomond), le 6 septembre 1691. Elle est décédée en novembre 1703. Ils ont quatre fils et une fille. En avril 1705, il se remarie avec Henrietta Somerset, fille de Henry Somerset (1er duc de Beaufort) et veuve de Henry Horatio O'Brien, Lord O'Brien. Ils n'ont pas d'enfants. Il est remplacé dans le comté et dans sa seigneurie par Charles Howard, son fils aîné.